# Ann Wilson
Ann Dustin Wilson (San Diego, 19 de junho de 1950) é uma cantora e compositora americana, vocalista e flautista da banda Heart, que também conta com sua irmã Nancy Wilson como guitarrista. A banda teve inúmeros hits ao longo das décadas de 70, 80 e 90. As irmãs Wilson também formaram outra banda nos anos 90 chamada The Lovemongers. O cover da canção "The Battle of Evermore" do Led Zeppelin, fez parte da trilha sonora do filme Vida de Solteiro (1992), dirigido por Cameron Crowe, que foi casado com Nancy.
Em 1992, Ann participou do EP "Sap" da banda Alice in Chains, fazendo backing vocals nas canções "Brother" e "Am I Inside".
Em 28 de abril de 2002, Ann homenageou o amigo Layne Staley, vocalista da banda Alice in Chains, cantando as músicas "Wild Horses" dos Rolling Stones e "Sand" da sua banda The Lovemongers junto com a irmã Nancy e o cantor Chris Cornell no funeral de Staley.
Ann lançou o seu primeiro álbum solo, "Hope & Glory" em 2007. Ela também lançou dois EPs com o nome The Ann Wilson Thing, em 2015 e 2016, respectivamente.
Ann e a irmã Nancy ganharam uma estrela na Calçada da Fama de Hollywood em setembro de 2012. Em abril de 2013, Ann e os outros integrantes do Heart entraram para o Hall da Fama do Rock.
Um marco na carreira de Ann foi a interpretação da música Stairway to Heaven na homenagem ao Led Zeppelin no Kennedy Center Honors, em dezembro de 2012. A bateria ficou por conta de Jason Bonham, filho do falecido baterista da banda, John Bonham. Esta apresentação foi um dos grandes momentos do tributo. Robert Plant, Jimmy Page e John Paul Jones (que já produziu um álbum do Heart), ficaram com os olhos marejados de lágrimas.

## Discografia

### Ann Wilson And The Daybreaks
- 1969: Through Eyes And Glass/I'm Gonna' Drink My Hurt Away - Single.
- 1969: Standin' Watchin' You/Wonder How I Managed - Single.

### Heart
- 1976: Dreamboat Annie
- 1977: Little Queen
- 1978: Magazine
- 1978: Dog and Butterfly
- 1980: Bébé le Strange
- 1982: Private Audition
- 1983: Passionworks
- 1985: Heart
- 1987: Bad Animals
- 1990: Brigade
- 1993: Desire Walks On
- 2001: Heart Presents a Lovemongers' Christmas
- 2004: Jupiter's Darling
- 2007: Red Velvet Car
- 2012: Fanatic
- 2016: Beautiful Broken

### Ann & Nancy Wilson
- 1989: Here Is Christmas - Maxi single de 4 canções.

### The Lovemongers
Singles
- 1992: The Battle of Evermore/Love Of The Common Man/Papa Was a Rollin' Stone/Crazy On You - Maxi single.
- 1998: Kiss - CD Single.

Álbuns
- 1997: Whirlygig
- 1998: A Lovemonger's Christmas

### The All-Star Group
- 1998: Love Shouldn't Hurt - Single de All-Star Group com Michael Bolton, Olivia Newton-John, Wilson Phillips, Stephen Bishop, Stephen Stills, etc.

### Artists For Haiti
- 2010: We Are The World 25 For Haiti

### Solo
- 2007: Hope & Glory
- 2015: Live At The Belly Up - The Ann Wilson Thing!
- 2018: Immortal

### Colaborações
- 1982: ...Famous Last Words... de Supertramp - faixas "Put On Your Old Brown Shoes" e "C'est le Bon".
- 1992: SAP - EP de Alice in Chains - faixas "Brother" e "Am I Inside".